# Astathes contentiosa
Astathes contentiosa är en skalbaggsart som beskrevs av Francis Polkinghorne Pascoe 1867. Astathes contentiosa ingår i släktet Astathes och familjen långhorningar. Inga underarter finns listade.